# Vevelstad
65°42′47″N 12°27′48″Ø / 65.71306°N 12.46333°Ø
Vevelstad er en kommune på Helgeland i Nordland fylke i Norge. Den grænser i nord til Alstahaug, i øst til Vefsn, i syd til Brønnøy, og i vest over havet til Vega. Hovederhvervene er landbrug, fiskeri, fiskeforædling og treforædling.Kystriksveien passerer gennem kommunen

## Geografi
Kommunen består hovedsagelig af fastland, hvor Vistenfjorden går langt ind i kommunen. Fjorden regnes for øvrigt som «Norges reneste fjord». Den største ø i kommunen er Hamnøya.

## Kultur
Kommunen var deltager i Skulpturlandskap Nordland med skulpturen «Opus for himmel og jord» af Oddvar I. N. Vevelstad Bygdetun er en del af Helgeland Museum.

## Historie
Helleristninger i Vistnesdalen viser at kommunen har vært beboet siden stenalderen.